# 約束 (angelaの曲)
「約束」（やくそく）は、音楽ユニット・angelaの13作目となるシングル。 2008年12月25日にキングレコード（スターチャイルド）から発売された。

## 概要
表題曲「約束」は、2004年にテレビ東京系列で放送されたテレビアニメ『蒼穹のファフナー』の放送5周年記念イメージソング。
本シングルには、同作のオープニング主題歌である「Shangri-La」も収録された。

## 収録曲
1. 約束 [5:49]
  - 作詞：atsuko 作曲：atsuko・KATSU 編曲：KATSU
  - テレビアニメ『蒼穹のファフナー』放送5周年イメージソング
2. innocence [4:33]
  - 作詞：atsuko 作曲：atsuko・KATSU 編曲：KATSU
3. Shangri-La [4:38]
  - 作詞：atsuko 作曲：atsuko・KATSU 編曲：KATSU
  - 6thシングル[2]（テレビアニメ『蒼穹のファフナー』オープニング主題歌）
  - 6thシングルとしてリリースされた時の音源とは若干ミックスが異なる。
4. 約束 （off vocal version）
5. innocence （off vocal version）
6. Shangri-La （off vocal version）